# Белград (футбольный клуб)
«Белград» (серб. Београд) — сербский футбольный клуб, находящийся в Белграде, Сербия.

## История
До середины 1990-х годов клуб играл в основном в низших лигах. В сезоне 1996/97 он завоевал повышение во Вторую лигу СРЮ (восточная группа). В 2000 году клуб играл в северной группе Второй лиге и выиграл её, таким образом должен был повыситься в классе, но отказался от выхода в элиту. В итоге в высшей лиге остался клуб «Смедерево», который должен был опуститься в низший дивизион. «Белград» продолжил играть в восточной группе второго дивизиона до 2004 года, когда был понижен, заняв седьмое место. С тех пор клуб выступал в третьем дивизионе, чемпионате Белграда. Лучший результат в этом турнире — второе место в сезоне 2005/06.
В сезоне 2012/13 из-за ошибки в Футбольной ассоциации Белграда клуб не прошёл предварительной регистрации и не принимал участия в турнире. Клуб получил решение суда, которое было принято Футбольной ассоциацией Белграда и Футбольным союзом Сербии, так что «Белград» вернулся в турнир в сезоне 2014/15. В сезоне 2020/21 «Белград» объединился с «Поштар 1930» и стал называться «Белград 1929». В настоящее время он соревнуется в Белградской лиге, пятом по силе дивизионе.